# Erith
Erith – miasto Londynu, leżąca w gminie London Borough of Bexley. W 2011 miasto liczyło 12053 mieszkańców.